# Raw and Rare
Raw and Rare är ett livealbum av garagerockgruppen The Von Bondies, utgivet 2003. Det består mestadels av inspelningar gjorda av BBC under 2001 och 2002. 
Merparten av låtarna från debutalbumet Lack of Communication finns representerade, "Cryin'" och "It Came from Japan" dessutom i två olika versioner, liksom bandets tidiga singlar. Här finns också covers på  The Compulsive Gamblers "R & R Nurse" och The Sorrows "Take a Heart".

## Låtlista
Samtliga låtar skrivna av Jason Stollsteimer, om annat inte anges.
1. "Lack of Communication" - 3:31
2. "Nite Train" - 3:23
3. "Sound of Terror" - 3:20
4. "Going Down" - 2:03
5. "It Came from Japan" - 2:07
6. "My Baby's Cryin'" - 2:31
7. "Cryin'" - 1:57
8. "R&R Nurse" (Jack Yarber) - 5:13
9. "Please Please Man" - 1:59
10. "Vacant as a Ghost" - 2:18
11. "Save My Life" - 2:44
12. "Cryin'" - 1:53
13. "Take a Heart" (Miki Dallon/Jason Stollsteimer) - 8:12
14. "Unknown" - 2:53
15. "It Came from Japan" - 2:32